# Église Saint-André d'Olette
Ne doit pas être confondu avec église Saint-André d'Évol.
L'église Saint-André d'Olette est un lieu de culte catholique situé à Olette, dans le département français des Pyrénées-Orientales.
D'abord dédiée à sainte Marie et mentionnée dès 1069, cette église est acquise par le village d'Olette en 1595 et reconstruite pour devenir la nouvelle église paroissiale, à la place de l'église Saint-André d'Évol, en 1603. Elle prend alors le nom d'église Saint-André.